# Modeshow
Een modeshow is een evenement waarbij kleding tentoon wordt gesteld aan het publiek. Dit gebeurt meestal door modellen die over een podium of catwalk lopen. Modeshows worden vaak georganiseerd door modeontwerpers om de kleding die ze voor het volgende seizoen hebben ontworpen te demonstreren. Ze worden soms uitgewerkt tot hele voorstellingen met bijbehorende decors en muziek.
De manier waarop een kledingstuk wordt gedemonstreerd hoeft niet noodzakelijkerwijs de manier te zijn waarop het kledingstuk ook echt gedragen dient te worden in het dagelijks leven. Het kan bijvoorbeeld ook zijn dat de ontwerper met de manier waarop het kledingstuk tentoongesteld wordt een standpunt duidelijk wil maken.

## Geschiedenis
De oorsprong van modeshows is lastig te achterhalen, vooral omdat maar weinig historici zich hiermee bezighouden. Wel is bekend dat er in de 19e eeuw reeds modeparades plaatsvonden in salons in Parijs.
Begin 20e eeuw deden in de Verenigde Staten de eerste modeshows hun intrede. De eerste Amerikaanse modeshow vond vermoedelijk plaats in 1903, in de winkel van Ehrlich Brothers in New York. Rond 1910 gingen grote warenhuizen zoals Wanamaker's in New York en Philadelphia modeshows organiseren om de collectie van het volgende seizoen te demonstreren.
In 1912 organiseerde Hirsch & Cie, ter gelegenheid van de opening van haar nieuwe gebouw, de eerste Nederlandse modeshow, iets wat al snel navolging vond bij andere modehuizen.
Rond de jaren 20 van de 20e eeuw nam het aantal modeshows gestaag toe. Deze shows werden vaak gehouden in theaters, en hadden een centraal thema. Midden 20e eeuw waren modeshows erg populair, en trokken soms duizenden bezoekers.
In de jaren 70 en 80 begonnen modeontwerpers hun eigen privémodeshows te organiseren waar uitsluitend kleding die door hen was ontworpen getoond werd.
Sinds 2000 worden modeshows ook vaak opgenomen en uitgezonden op tv als documentaires.

## Galerij

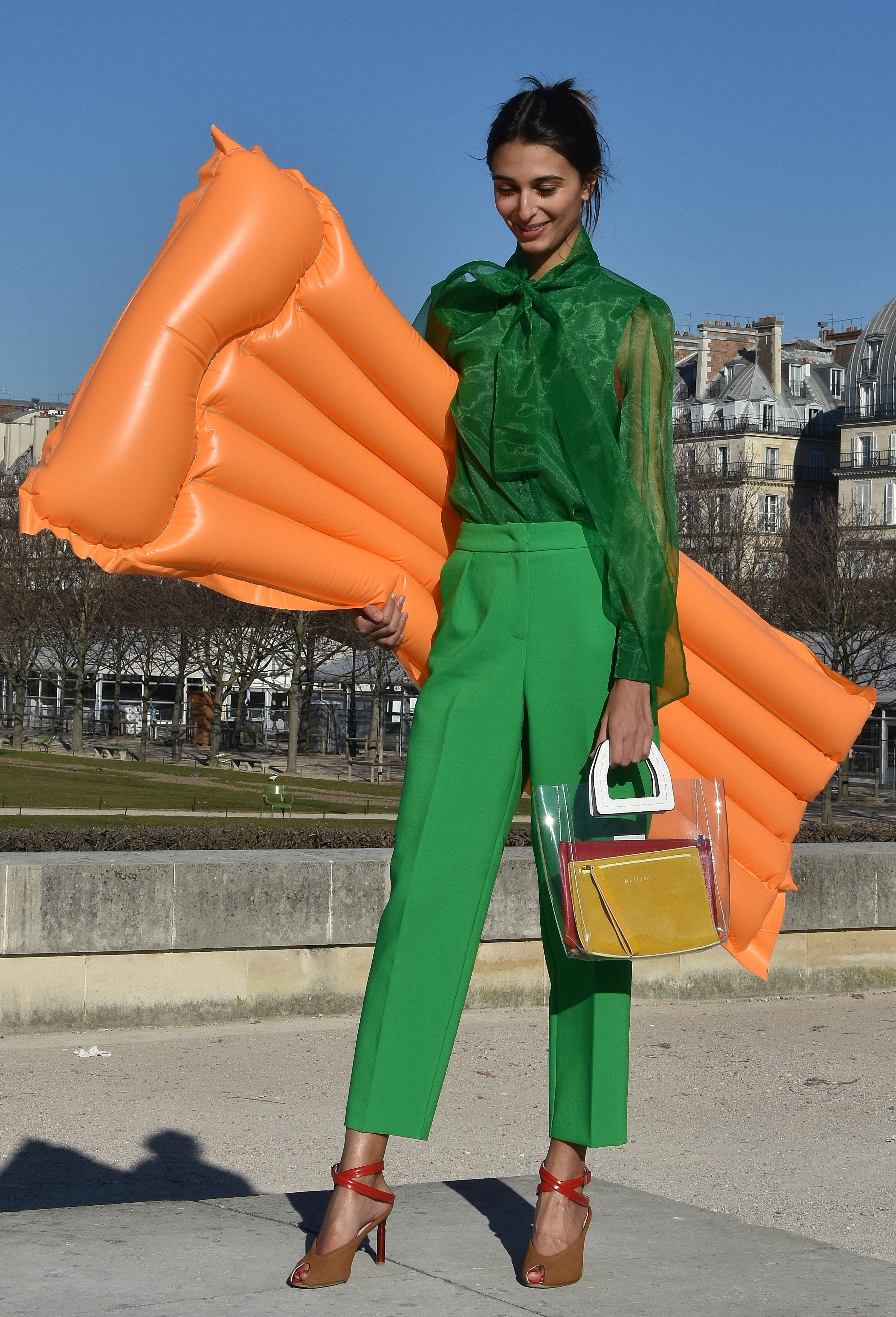
Modeshow voor schoenen in Parijs in 2019
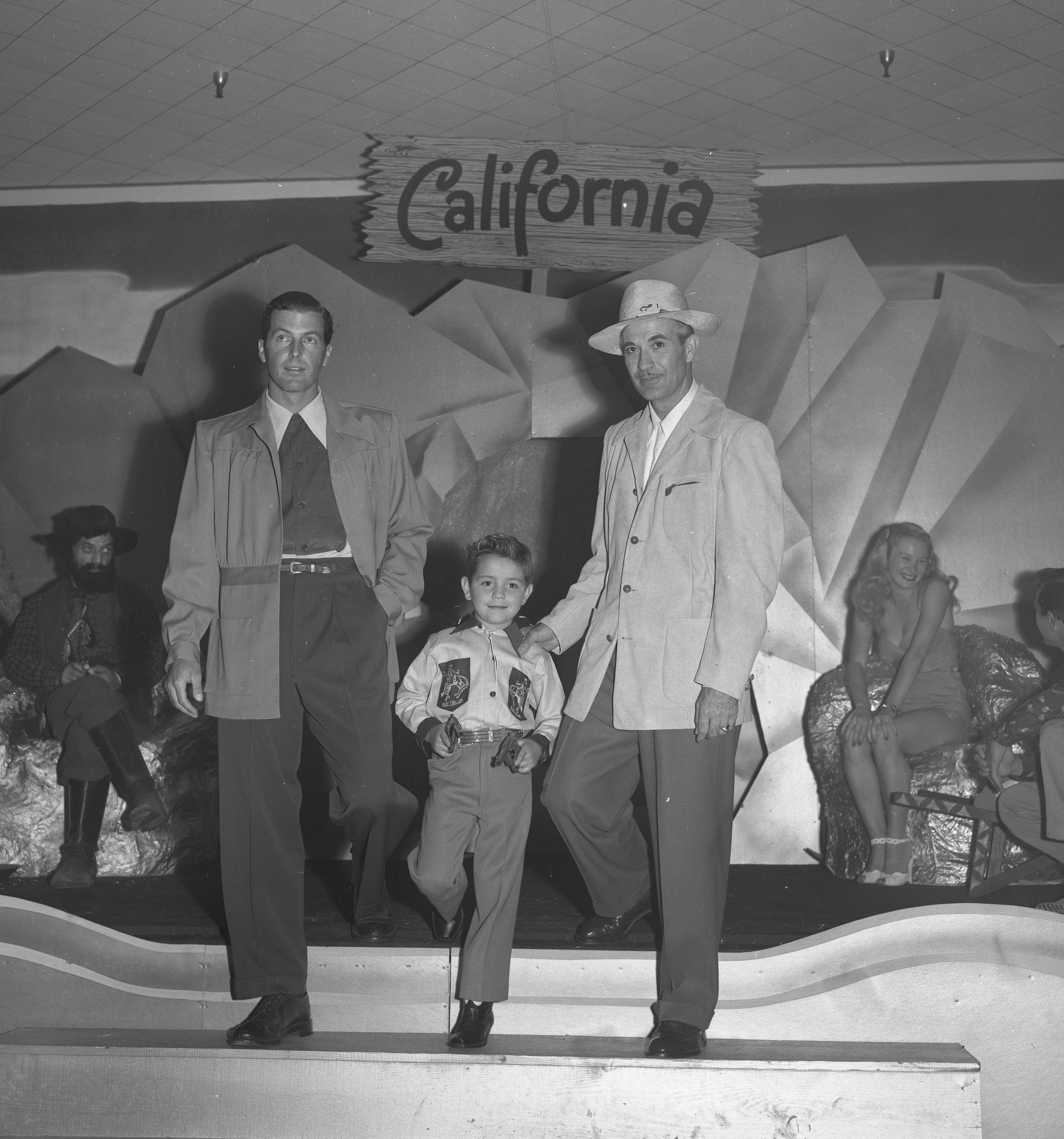
Demonstratie van mannenkleding op een modeshow in 1948
- Bioscoopjournaal uit 1951 over een modeshow in het Kurhaus te Scheveningen gehouden ten bate van het Rode Kruis
- Modeshow (1960) op het kasteel Hooge Vuursche te Baarn met kleding van dralon
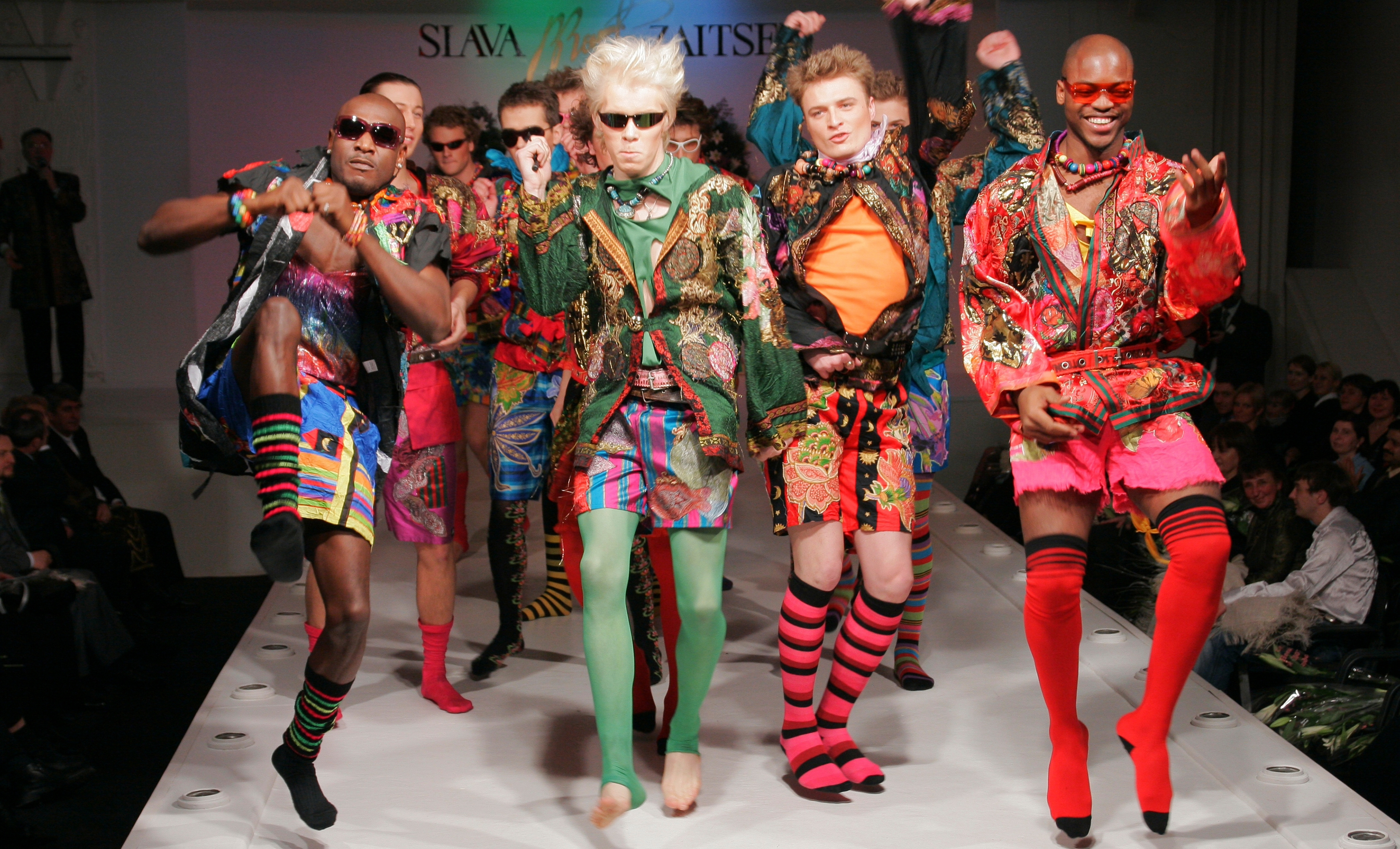
Modellen tijdens een modeshow in Moskou, januari 2007
- Bioscoopjournaal uit 1946. Kleedsters draperen div. kledingstukken om een mannequin; modeontwerpster maakt schetsen in een map; naaisters maken kleding; op een modeshow te Amsterdam showen mannequins kleding terwijl een orkestje voor de muzikale achtergrondsfeer zorgt.
- Bioscoopjournaal uit 1957. Modeshow van voorjaars- en zomerkleding van de Amsterdamse couturier Dick Holthaus in het hotel Het Kerkebosch in Zeist.
- Bioscoopjournaal uit 1948. Fashion-week in Amsterdam. In het Carlton-hotel showen mannequins voorjaarscreaties van de Nederlandse confectie-industrie.